# Piques
|  | Per a altres significats, vegeu «Pica (animal)». |

Les piques és un joc de cartes amb moltes variants que es juga amb una baralla francesa i quatre persones (dues parelles enfrontades).
Abans de començar a jugar, s'acorda la puntuació a què cal arribar per guanyar. Es reparteixen totes les cartes. Cada jugador aposta quantes mans creu que s'emportarà. En el seu torn, cada jugador tira una carta, seguint el pal de qui ha començat. Guanya la mà la carta més alta, excepte les piques, que són el triomf o trumfo (d'aquí el nom del joc) i valen més que qualsevol altra.
Al final de la partida se sumen les mans aconseguides per cada parella. Si coincideixen amb l'aposta, es guanyen aquells punts multiplicats per deu (si s'havia dit de fer 5 mans, 50 punts), si no s'hi arriba es perd el nombre de punts apostats multiplicats per deu. Si es passa de molt l'aposta, es perden punts (per incentivar el risc en les apostes). Una excepció és que un jugador pot apostar 0 mans, si les aconsegueix té 50 o 100 punts (depenent de la variant del joc) a més de les mans aconseguides per la parella. Si aconsegueix alguna mà havent apostat 0, perd aquests 50 o 100 punts. El joc combina l'estratègia (s'han de calcular quines cartes tenen els altres i decidir bé l'aposta inicial) amb la sort.